# Vălko Tjervenkov

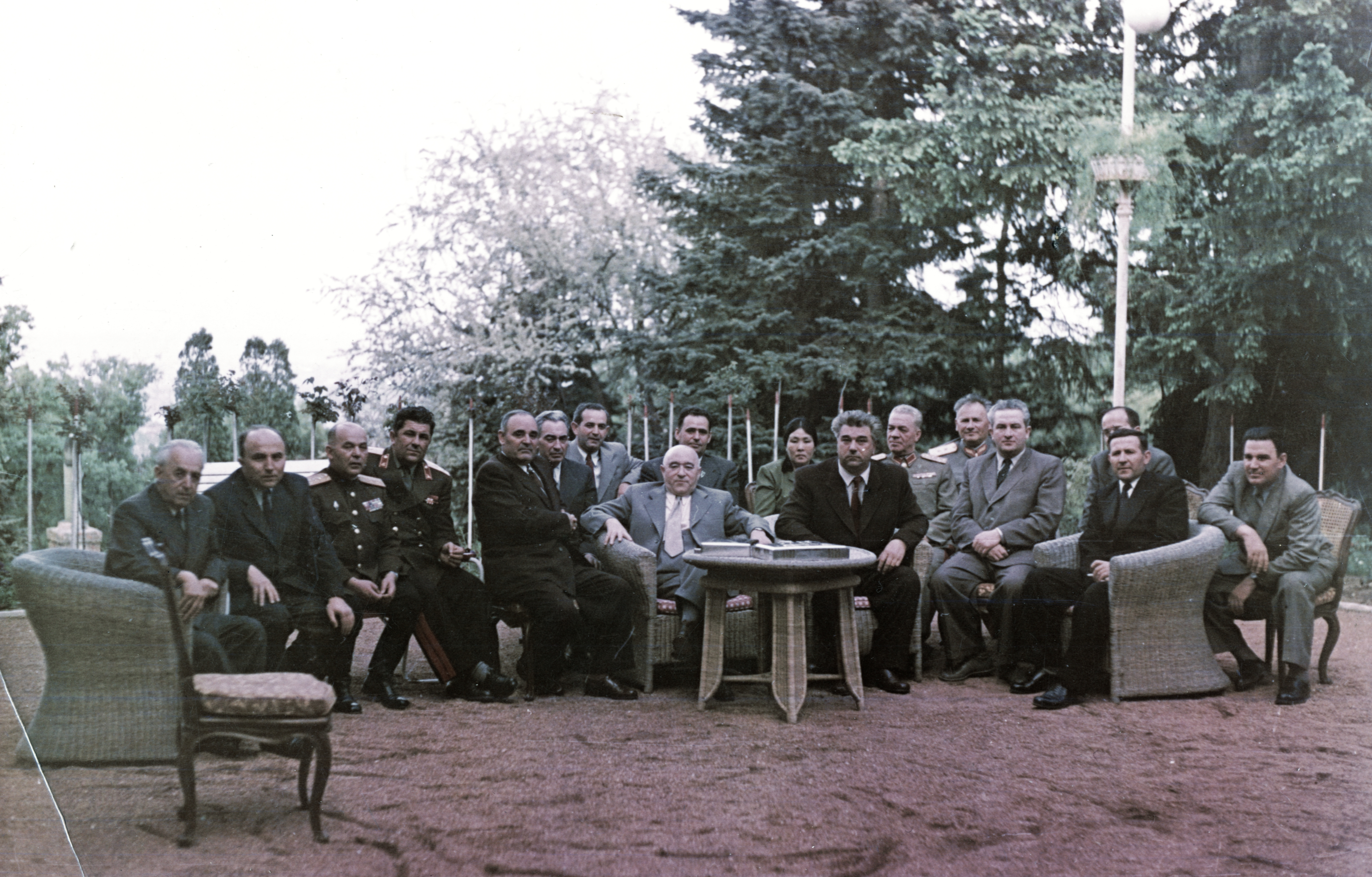
Vălko Tjervenkov, sjua fr. h., tillsammans med en delegation från Folkrepubliken Ungern 1953.

Vălko Veljov Tjervenkov (bulgariska: Вълко Вельов Червенков), född 6 september 1900 i Zlatitsa, Bulgarien, död 21 oktober 1980 i Sofia, Bulgarien, var en bulgarisk politiker för Bulgariens kommunistiska parti, BKP (bulgariska: Българската комунистическа партия, БКП). Han var partiets generalsekreterare 1950-1954, och premiärminister 1950-1956. Han tjänstgjorde även som vice premiärminister 1949-1950 och 1956-1961, samt kulturminister 1947-1949 och 1957-1958.

## Biografi
Tjervenkov föddes i Zlatitsa i västra Bulgarien, men flyttade senare till Sofia, där han 1919 organiserade sig i Bulgariens kommunistiska parti, BKP. Inom partiet hade han bland annat ansvar för ungdomsverksamhet och utgivningen av tidskrifter. 1925 förbjöds BKP av Bulgariens fascistiske diktator Aleksandăr Tsankov, och samma år dömdes Tjervenkov i sin frånvaro till döden för påstådd inblandning i ett anarkistiskt mordförsök på tsar Boris III. Tjervenkov gick då i exil i Sovjetunionen, där han bland annat studerade och arbetade på Marx-Leninskolan i Moskva samt var chef för en bulgariskspråkig radiokanal som sände antifascistiskt och socialistiskt riktade program.
I slutet av 1944 återvände Tjervenkov till sitt hemland. Han blev 1945 medlem i regeringen som tillträdde efter krigsslutet och den tidigare fascistiska regeringens störtande. 1947 utnämndes han till kulturminister, och från 1949 tjänstgjorde han som generalsekreterare för BKP och vice premiärminister. Efter sin föregångare Vasil Kolarovs död 1950 kom Tjervenkov att tillträda som premiärminister.
Under sin tid som generalsekreterare för BKP och premiärminister kom Tjervenkov att bli känd för sin hårdföra politik mot partimedlemmar som ansågs avvika från den beslutade partilinjen och bryta mot den demokratiska centralismen; mellan 1949 och 1951 uteslöts under Tjervenkovs ledning en femtedel av partiets tidigare medlemmar. Samtidigt genomfördes en storskalig kollektivisering av jordbruket och industrialisering i landet; mellan 1950 och 1953 ökade procenten statligt ägd jordbruksmark från 12% till 61%, och industrin i landet ökade under genomförandet av femårsplanen 1949-1953 med 20,7%.
Efter Sovjetunionens kommunistiska partis generalsekreterare Josef Stalins bortgång 1953 minskade både det interna och externa stödet till den av Tjervenkov förda politiken i landet. Detta ledde bland annat till ett återupptagande av Bulgariens relationer till Grekland och Jugoslavien, samt en mindre påskyndad kollektivisering och industrialisering. 1954 kom Tjervenkov även att avgå som generalsekreterare för BKP till förmån för Todor Zjivkov. Efter att den s.k. avstaliniseringen påbörjats i Sovjetunionen genomfördes en likadan process i Bulgarien, vilket ledde till att Tjervenkov även avgick som premiärminister och efterträddes av Anton Jugov 1956. Han återgick till att vara vice premiärminister fram till 1961, och var även kulturminister igen 1957-1958. 1962 uteslöts han ur BKP för sin tidigare förda politik, men hans medlemskap återupprättades 1969. Han kom dock inte att inneha någon reell makt inom partiet igen, och levde ett tillbakadraget liv i Sofia fram till sin död 1980.

## Fotnoter
1. 1 2  Brockhaus Enzyklopädie, Brockhaus Enzyklopädie-ID: tscherwenkow-walko, läst: 9 oktober 2017.[källa från Wikidata]
2. ↑  Encyclopædia Britannica, Encyclopædia Britannica Online-ID: biography/Vulko-Velyov-Chervenkovtopic/Britannica-Online, läst: 9 oktober 2017.[källa från Wikidata]
3. ↑  Gemeinsame Normdatei, läst: 31 december 2014.[källa från Wikidata]
4. ↑  Find a Grave, läs online, läst: 10 juni 2024.[källa från Wikidata]